# Linia kolejowa Hodonín – Holíč
Linia kolejowa Hodonín – Holíč (Linia kolejowa nr 332 (Czechy)) – jednotorowa, zelektryfikowana linia kolejowa o znaczeniu regionalnym w Czechach i na Słowacji. Łączy Hodonín i Holíč. Na terenie Czech przebiega przez terytorium Kraju południowomorawskiego.